# Tanji (Fluss)
Der Tanji ist ein kleiner Küstenfluss im westafrikanischen Staat Gambia.

## Geographie
Der Tanji entspringt in der West Coast Region Gambias in der Nähe des Ortes Yundum. Von dort fließt er mit einer Länge von 19 Kilometern in westlicher Richtung, bis er in den Atlantischen Ozean mündet. Die Mündung liegt am westlichsten Punkt Gambias; der Tanji ist hier etwa 85 Meter breit. Zuvor passiert er nördlich den Ort Tanji und wird von der Tanji Bridge überbrückt.
Eine rund zwei Kilometer lange Lagune, die sich in nördlicher Richtung parallel zur Küste erstreckt, liegt in der Nähe der Mündung.

## Naturschutz

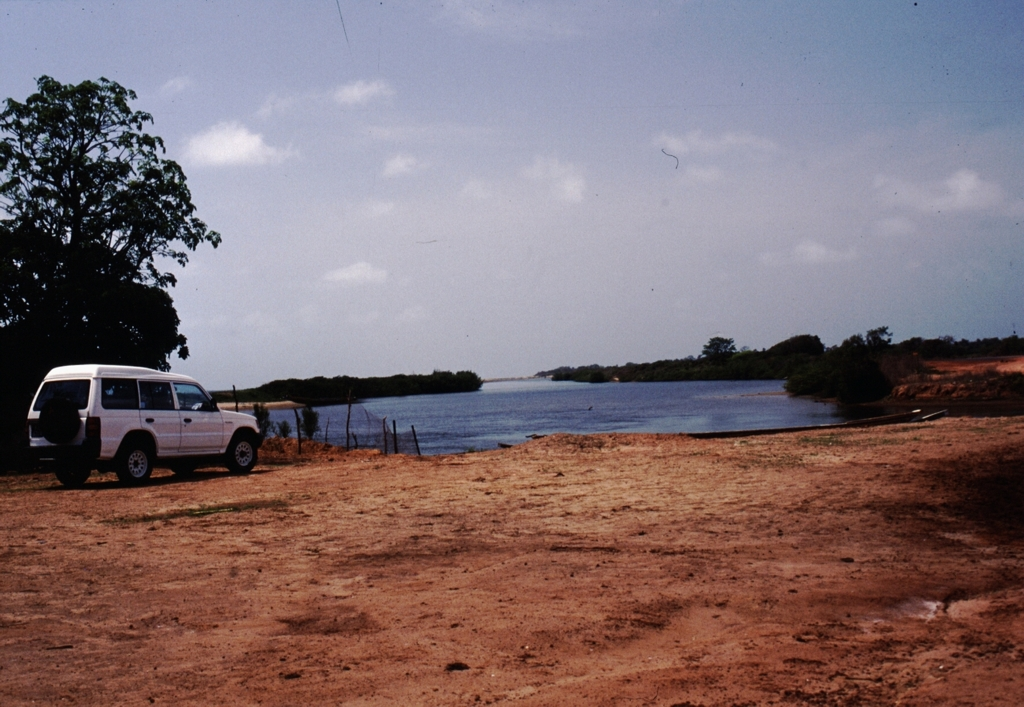
Lagune bei der Mündung des Tanji im Juli

Das Mündungsgebiet des Flusses gehört mit seinen Mangrovenwald am Ufer vor der Lagune und zusammen mit der kleinen Inselgruppe Bijol Islands zum 1993 eingerichteten Vogelschutzgebiet Tanji Bird Reserve.